# Fußball-Stadtauswahl Wien
Die Fußball-Stadtauswahl Wien war die Zusammenfassung mehrerer Fußballspieler unterschiedlicher Fußballklubs der Stadt Wien zur Austragung von Städtespielen, die oftmals Freundschaftsspielcharakter hatten.

## Geschichte
Die Stadtauswahlspiele fanden insbesondere vor dem Zweiten Weltkrieg statt. Häufige Gegner waren z. B. die Fußball-Stadtauswahl Berlin oder München. In der Regel gab es pro Jahr ein Hin- und Rückspiel jeweils als Heim- und Auswärtsspiel.
Zum Teil gab es auch nach 1945 noch Auswahlspiele.

## Spieler (Auswahl)
- Bimbo Binder
- Max Merkel
- Matthias Sindelar